# Dirk Heesen
Dirk Heesen (Utrecht, 15 september 1969) is een Nederlands voetbaltrainer en een voormalig voetballer. 
Heesen voetbalde voor FC Utrecht, FC Wageningen, ADO Den Haag en TOP Oss. Nadat de verdediger zijn spelersloopbaan afsloot bij TOP Oss werd hij in het daaropvolgende seizoen assisent-trainer onder Harry van den Ham die toen aan het roer stond bij de Osse club.
Van het seizoen 2005/2006 tot en met het seizoen 2009/2010 was Heesen de assistent van Hans de Koning bij de club die in 2009 zijn naam veranderde in FC Oss. In februari 2010 behaalde Heesen het diploma Coach Betaald Voetbal. Na het seizoen 2009–2010, waarin FC Oss degradeerde naar de Topklasse, vertrok De Koning en nam Heesen het roer bij de club over. 
Voor zijn eerste seizoen als hoofdtrainer stond de geboren Utrechter voor een zware opgave: promotie naar de Jupiler League bewerkstelligen. In 2011 werd Oss kampioen van de zondag topklasse. Na zijn periode bij Oss was hij werkzaam bij VVCS en Willem II, bij laatstgenoemde club als assistent van trainer Jurgen Streppel. Vervolgens werkte hij enige tijd in China bij Guangzhou Evergrande als trainer van de A1. In december 2015 ging hij bij het Engelse QPR aan de slag als de assistent van hoofdtrainer Jimmy Floyd Hasselbaink. Sinds 8 februari 2017 is hij assistent-trainer van ADO Den Haag.
In december 2019 nam Alfons Groenendijk ontslag bij ADO en werd Heesen als interim-trainer aangesteld. In de winterstop trok ADO een definitieve opvolger aan voor Groenendijk en werd Heesen weer assistent-trainer.

## Erelijst
- Kampioen Topklasse Zondag

seizoen 2010/2011, TOP Oss (toen genaamd FC Oss)
- Kampioen Eerste divisie 2013/14

Willem II, als assistent trainer